# Андреевский (Башкортостан)
Андреевский (баш. Андреев) — хутор в Мелеузовском районе Республики Башкортостан Российской Федерации. Входит в состав Александровского сельсовета.

## География

### Географическое положение
Находится на правом берегу реки Нугуш.
Расстояние до:
- районного центра (Мелеуз): 42 км,
- центра сельсовета (Александровка): 14 км,
- ближайшей ж/д станции (Мелеуз): 42 км.

## Население
| 2002 | 2009 | 2010 |
| ---- | ---- | ---- |
| 31   | ↘23  | ↗26  |

Национальный состав
Согласно переписи 2002 года, преобладающая национальность — русские (97 %).